# Apioperdon
Apioperdon is een monotypisch geslacht van schimmels behorend tot de familie Lycoperdaceae. Het geslacht bevat alleen Apioperdon pyriforme.